# Vitrina
Vitrina är ett släkte av snäckor som beskrevs av Draparnaud 1801. Vitrina ingår i familjen glassnäckor (Vitrinidae).
Typarten för släktet är glassnäcka, Vitrina pellucida.
Kladogram enligt Catalogue of Life och Dyntaxa:
| Vitrina | \| \| Vitrina angelicae \| \| \| \| \| \| glassnäcka \| \| \| \| |
|         | \| \| Vitrina angelicae \| \| \| \| \| \| glassnäcka \| \| \| \| |
|         | Vitrina angelicae                                                |
|         |                                                                  |
|         | glassnäcka                                                       |
|         |                                                                  |